# Martin Loft
Martin Loft (* 18. Februar 1965) ist ein dänischer Sänger und Schauspieler.

## Leben und Wirken
Martin Loft ist klassisch ausgebildeter Sänger und spielte bereits in den Musicals Chess, Les Misérables, Miss Saigon und The Sound of Music. 1996 wurde er landesweit bekannt, als er den Dansk Melodi Grand Prix zusammen mit Dorthe Andersen gewann. Deren Titel Kun med dig (dt.: Nur mit dir) sollte anschließend beim Eurovision Song Contest 1996 teilnehmen, schied aber in der Qualifikationsrunde aus.